# Públio Lúcio Cosconiano
Públio Lúcio Cosconiano (em latim: Publius Lucius Cosconianus) foi um senador romano nomeado cônsul sufecto em 125 com Quinto Vetina Vero. Provavelmente era oriundo da Hispânia Bética, onde o túmulo de sua mãe foi encontrado. É possível que Cosconiano seja o mesmo que foi superintendente das obras públicas de Roma por um breve período em 125.